# Oliver Corff
Oliver Corff (* 1958) ist ein deutscher Sinologe, Wirtschaftsberater und Dolmetscher.

## Leben
Corff, ursprünglich aus dem Sächsischen stammend, studierte Sinologie an der Freien Universität Berlin und von 1983 bis 1985 an der Fudan-Universität in Shanghai (VR China). Danach forschte er am Institute of Social Science der Universität Tokio (Japan). 1988 nahm er am 1. Japanologentag der Deutschen Gesellschaft für Natur- und Völkerkunde Ostasiens in Tokio teil. 1992 wurde er am Fachbereich Philosophie und Sozialwissenschaften II der FU Berlin mit der Dissertation Die Sprachgemeinschaft von Shanghai in soziolinguistischer Betrachtung zum Dr. phil. promoviert.
Danach war er wissenschaftlicher Mitarbeiter am Institut für Sprache und Literatur der Mongolischen Akademie der Wissenschaften. In Ulan Bator entwickelte er sein erstes Computersystem für die mongolische Schrift. Es sollten in der Folge mehrere Freeware-Programme (Mongolian Language Support) für die Betriebssysteme Unix und DOS folgten. In den 1990er und 2000er Jahren arbeitete er gemeinsam mit Dorjpalam Dorj an „MonTEX“, das TeX/LaTeX basierend ist. Mit dem „Infosystem Mongolei – An Internet-based Journal on Mongolian Affairs“ ging 1993 eine Webseite online, welche den Anspruch hatte, eine Art Handbuch zu werden. Sie war Kontaktstelle für das MoTraS-Projekt (Mongolian Traditional Script) des Instituts für Software-Technologie der Universität der Vereinten Nationen in Macau (VR China), wo Corff Visiting Researcher wurde. In dieser Zeit wurde von der Deutschen Forschungsgemeinschaft auch sein ursprüngliches Habilitationsprojekt „Geschichte und Entwicklung der Mongolischen Lexikographie unter besonderer Berücksichtigung ihrer lexikologischen Problematik“ gefördert.
Corff gilt als Experte für chinesische Militärpolitik und ist Mitglied der Clausewitz-Gesellschaft. Corff, der Mongolisch und Chinesisch spricht, ist heute vor allem als Dolmetscher, Übersetzer und Wirtschaftsberater in Berlin tätig. Corff hält vielfältig Vorträge, auch im universitären Bereich, und veröffentlichte Bücher und Beiträge in Fachzeitschriften wie Marineforum, Mongolische Notizen und Pogrom. Überaus positiv wurde in der Fachwelt seine 2007 im Harrassowitz Verlag erschienene zweite durchgesehene und erweiterte Auflage von Hauers Handwörterbuch der Mandschusprache aufgenommen. Unter seiner Leitung entstand die 2013 erschienene textkritische Ausgabe eines großen Qing-zeitlichen mehrsprachigen Wörterbuches, des Fünfsprachenspiegels.

## Auszeichnungen
Am 10. Januar 2015 wurde er von der Mongolischen Akademie der Wissenschaften mit der Kubilai-Khan-Medaille ausgezeichnet.
Im Jahr 2015 erhielt er den 9. Clausewitz-Preis der Stadt Burg; er habe einen „maßgeblichen Anteil an der Verbreitung der Clausewitz’schen Theorien im chinesischen Raum“ gehabt, so der Bürgermeister.

## Schriften (Auswahl)
- mit Dierk Stuckenschmidt: Studienführer Japan. Hrsg. durch den Deutschen Akademischen Austauschdienst, Bonn 1989, ISBN 3-87192-359-1.
- Tiananmen 1989. Zur gegenwärtigen Lage in der Volksrepublik China (= OAG aktuell. Nr. 45). OAG, Tokio 1990.
- Zur Frage der Herkunft der japanischen Sprache. Eine Einführung in die Problematik im Lichte der vergleichenden Sprachwissenschaft (= OAG aktuell. Nr. 52). OAG, Tokio 1991.
- Die Sprachgemeinschaft von Shanghai (= Chinathemen. Bd. 81). Brockmeyer, Bochum 1994, ISBN 3-8196-0215-1.
- (Hrsg.): Erich Hauer: Handwörterbuch der Mandschusprache. 2. durchgesehene und erweiterte Auflage, Harrassowitz, Wiesbaden 2007, ISBN 978-3-447-05528-4.
- mit Kyoko Maezono, Wolfgang Lipp, Dorjpalam Dorj, Görööchin Gerelmaa, Aysima Mirsultan, Réka Stüber, Byambajav Töwshintögs, Xieyan Li (Bearb./Hrsg.): Auf kaiserlichen Befehl erstelltes Wörterbuch des Manjurischen in fünf Sprachen. „Fünfsprachenspiegel“. Systematisch angeordneter Wortschatz auf Manjurisch, Tibetisch, Mongolisch, Turki und Chinesisch. 2 Teile, Vollständig romanisierte und revidierte Ausgabe mit textkritischen Anmerkungen, deutschen Erläuterungen und Indizes, Harrassowitz, Wiesbaden 2013–2014, ISBN 978-3-447-06970-0.
- (Hrsg.): Zhang Yibing: Back to Marx. Changes of philosophical discourse in the context of economics. Übersetzung durch  Thomas Mitchell, Universitätsverlag Göttingen, Göttingen 2014, ISBN 978-3-86395-085-9.
- 60 Years of the Permanent International Altaistic Conference (PIAC). A Bibliography. Klaus Schwarz Verlag / deGruyter, Berlin 2017, ISBN 978-3-87997-469-6.
- (Hrsg.): Karl Himly: Die Abteilung der Spiele im „Spiegel der Mandschu-Sprache“ und Friedrich Hirth's sinologische Forschungen, herausgegeben, eingeleitet und bearbeitet von Oliver Corff; eine Publikation der OAG, Deutsche Gesellschaft für Natur- und Völkerkunde Ostasiens, Tokyo. München, Iudicium 2019, ISBN 3-86205-667-8.